# كيلر فيليبس
كيلر جون فيليبس (بالإنجليزية: Kyler Phillips) وُلِدَ (في 12 يونيو 1995) هو محترف أمريكي في فنون القتال المختلطة. يتنافس حاليًا في فئة وزن الديك في بطولة القتال النهائي (UFC). واعتبارًا من 7 مايو 2024، يحتل المرتبة رقم 11 في تصنيفات وزن الديك.

## الخلفية
أخذه والده وهو في سن الثالثة إلى أكاديمية جرايسي في تورانس بولاية كاليفورنيا، طوّر فيليبس حبه الشديد لهذه الرياضة منذ صغره وأصبحت جزءًا لا يتجزأ من حياته. وعندما بلغ الثانية عشرة من العمر، شارك فيليبس في نزالات بانكريشن وأجرى أول مباراة له في فنون القتال المختلطة عندما كان عمره ستة عشرة عامًا. كما كان فيليبس مصارعًا في مدرسة تيميكولا فالي الثانوية. يحمل حزامًا بنيًا في الجوجيتسو البرازيلية تحت إشراف كارلسون جرايسي، وحزامًا أسودًا/أحمرًا في نيكيدوكاي تحت إشراف المعلم الكبير هانشي نيكو. من بين بعض إنجازات فيليبس الأخرى، بطل العالم في الجوجيتسو للحزام الأزرق (2012) في الاتحاد الدولي للجوجيتسو البرازيلية (IBJJF)، وبطل ولاية كاليفورنيا في الجودو (2010)، وبطل قسم الجنوب لولاية كاليفورنيا CIF في المصارعة لوزن 138 رطلاً (2013).

## مسيرة فنون القتال المختلطة

### المسيرة المبكرة
سجل 4-0 في الساحة الإقليمية، بما في ذلك فوز مثير في LFA 13 ضد جوناثان كويروز، تم دعوته للمشاركة في الموسم الأول من سلسلة دانا وايت للمنافسين 4 في عام 2017، حيث احتاج فقط 46 ثانية لإيقاف جيمس جراي جونيور. وعلى الرغم من عدم عرض عقد معه في UFC، تم جلبه للمنافسة في المقاتل النهائي: غير المهزوم.
في العرض، خسر بقرار الأغلبية أمام الفائز بالموسم براد كاتونا. ثم جاءت هزيمته الاحترافية الأولى رسميًا، بقرار منقسم أمام فيكتور هنري في نزال عام 2018 قبل أن يفوز بالضربة القاضية بركلة رأسية ضد إميكا إفيكاندو في عام 2019 مما أكسبه دعوة إلى الحلبة.

### بطولة القتال النهائي
ظهر فيليبس لأول مرة في UFC ضد غابرييل سيلفا في 29 فبراير 2020، في ليلة القتال في UFC: بينافيديز ضد فيغيريدو. فاز بالنزال بطريقة مهيمنة بقرار جماعي. هذا الفوز أكسبه مكافأة نزال الليلة.
واجه فيليبس كاميرون إلز في 4 أكتوبر 2020، في UFC على ESPN: هولم ضد ألدانا. فاز بالنزال بالتوقف بسبب الضربات بالمرفقين على الأرض في الجولة الثانية. هذا الفوز أكسبه مكافأة أداء الليلة.
واجه فيليبس سونغ يادونغ في 6 مارس 2021، في يو إف سي 259. فاز بالنزال بقرار جماعي.
كان من المقرر أن يواجه فيليبس رافائيل أسونساو في 24 يوليو 2021، في UFC على ESPN: ساندهاجين ضد ديلاشاو. ومع ذلك، أصيب أسونساو بإصابة في العضلة ذات الرأسين في أواخر يونيو وتم استبداله بـ روليان بايفا. خسر فيليبس النزال بقرار الأغلبية. هذا النزال أكسبه جائزة نزال الليلة.
واجه فيليبس مارسيلو روجو في 12 فبراير 2022، في UFC 271. فاز بالنزال عن طريق إخضاع الذراع الثلاثي في الجولة الثالثة.
كان من المقرر أن يواجه فيليبس جاك شور في 19 نوفمبر 2022، في UFC Fight Night 215. ومع ذلك، انسحب شور من النزال بسبب إصابة في الركبة.
كان من المقرر أن يواجه فيليبس رافائيل أسونساو في 11 مارس 2023، في UFC Fight Night 221. ومع ذلك، انسحب فيليبس من الحدث لأسباب غير معلنة، وتم استبداله بـ ديفي جرانت.
أُعلن في شهر مارس أن فيليبس تم إيقافه من قبل NSAC بسبب ثبوت تعاطيه أوستارين لمدة ستة أشهر اعتبارًا من 22 يناير 2023. سيكون مؤهلاً للقتال مرة أخرى في 22 يوليو 2023.
كان من المقرر أن يواجه فيليبس سعيد نورماغوميدوف في 5 أغسطس 2023، في UFC on ESPN 50. ومع ذلك، انسحب نورمحمدوف لأسباب غير معروفة وتم استبداله بـ راوني بارسيلوس. فاز فيليبس بالنزال بقرار جماعي.
واجه فيليبس بيدرو منيوز في 9 مارس 2024، في UFC 299. فاز فيليبس بالنزال بقرار جماعي.

## البطولات والإنجازات

### الفنون القتالية المختلطة
- بطولة القتال النهائي
  - جائزة أداء الليلة (مرة واحدة) ضد كاميرون إلز[9]
  - جائزة قتال الليلة (مرتين) ضد غابرييل سيلفا وروليان بايفا[9][17]

## سجل الفنون القتالية المختلطة
| السجل المهني |        |         |
| 14 نزال      | 12 فوز | 2 خسارة |
| ضربة قاضية   | 5      | 0       |
| إخضاع        | 2      | 0       |
| قرار القضاة  | 5      | 2       |

| النتيجة | السجل | الخصم          | الطريقة                              | الحدث                                        | التاريخ          | الجولة | الوقت | المكان                                    | الملاحظات                    |
| ------- | ----- | -------------- | ------------------------------------ | -------------------------------------------- | ---------------- | ------ | ----- | ----------------------------------------- | ---------------------------- |
| فوز     | 12–2  | بيدرو منيوز    | قرار (بالإجماع)                      | يو إف سي 299                                 | 2024 March 09    | 3      | 5:00  | ميامي، فلوريدا، الولايات المتحدة          |                              |
| فوز     | 11–2  | راوني بارسيلوس | قرار (بالإجماع)                      | يو إف سي على إي إس بي إن: ساندهاغن ضد فونت   | 2023 August 5    | 3      | 5:00  | ناشفيل، تينيسي، الولايات المتحدة          |                              |
| فوز     | 10–2  | مارسيلو روخو   | إخضاع (مثلث الذراع)                  | يو إف سي 271                                 | 2022 February 12 | 3      | 1:48  | هيوستن، تكساس، الولايات المتحدة           |                              |
| خسارة   | 9–2   | راوليان بايفا  | قرار (بالأغلبية)                     | يو إف سي على إي إس بي إن: ساندهاغن ضد ديلاشو | 2021 July 24     | 3      | 5:00  | لاس فيغاس، نيفادا، الولايات المتحدة       | قتال الليلة.                 |
| فوز     | 9–1   | سونغ يادونغ    | قرار (بالإجماع)                      | يو إف سي 259                                 | 2021 March 6     | 3      | 5:00  | لاس فيغاس، نيفادا، الولايات المتحدة       |                              |
| فوز     | 8–1   | كاميرون إلز    | ضربة فنية قاضية (بالمرفقين)          | يو إف سي على إي إس بي إن: هولم ضد ألدانا     | 2020 October 04  | 2      | 0:44  | أبو ظبي، الإمارات العربية المتحدة         | أداء الليلة.                 |
| فوز     | 7–1   | غابرييل سيلفا  | قرار (بالإجماع)                      | يو إف سي ليلة القتال: بينافيدز ضد فيغيريدو   | 2020 February 29 | 3      | 5:00  | نورفولك، فرجينيا، الولايات المتحدة        | قتال الليلة.                 |
| فوز     | 6–1   | إميكا إفيكاندو | ضربة قاضية (ركلة رأس)                | LFA 59                                       | 2019 February 1  | 1      | 2:30  | فينكس، أريزونا، الولايات المتحدة          |                              |
| خسارة   | 5–1   | فيكتور هنري    | قرار (بالانقسام)                     | CXF 15: Rage in the Cage                     | 2018.10.20       | 3      | 5:00  | بوربانك، كاليفورنيا، الولايات المتحدة     |                              |
| فوز     | 5–0   | جيمس غراي      | ضربة فنية قاضية (بالمرفقين واللكمات) | Dana White's Contender Series 4              | 2017.08.01       | 1      | 0:46  | لاس فيغاس، نيفادا، الولايات المتحدة       |                              |
| فوز     | 4–0   | جوناثان كويروز | قرار (بالإجماع)                      | LFA 13                                       | 2017.06.02       | 3      | 5:00  | بوربانك، كاليفورنيا، الولايات المتحدة     |                              |
| فوز     | 3–0   | جورج غارسيا    | ضربة فنية قاضية (باللكمات)           | CXF 5: Night of Champions                    | 2016.12.17       | 1      | 2:55  | ستوديو سيتي، كاليفورنيا، الولايات المتحدة |                              |
| فوز     | 2–0   | بي جيه ست-ماري | إخضاع (بقطع الساق)                   | CXF 4: Fighting for Liam                     | 2016.09.10       | 1      | 4:37  | ستوديو سيتي، كاليفورنيا، الولايات المتحدة |                              |
| فوز     | 1–0   | تايلور ألفارو  | ضربة فنية قاضية (باللكمات)           | CXF 1: The Return                            | 2016.03.04       | 1      | 2:30  | ستوديو سيتي، كاليفورنيا، الولايات المتحدة | الظهور الأول في وزن البانتام |

## سجل معارضات الفنون القتالية المختلطة
| السجل الاستعراضي |       |         |
| 1 نزال           | 0 فوز | 1 خسارة |
| بقرار الحكام     | 0     | 1       |

| النتيجة | السجل | الخصم       | الطريقة          | الحدث                        | التاريخ                   | الجولة | الوقت | المكان                              | الملاحظات           |
| ------- | ----- | ----------- | ---------------- | ---------------------------- | ------------------------- | ------ | ----- | ----------------------------------- | ------------------- |
| خسارة   | 0–1   | براد كاتونا | قرار (بالأغلبية) | المقاتل النهائي: غير المهزوم | 2018 Apr 25 (تاريخ العرض) | 2      | 5:00  | لاس فيغاس، نيفادا، الولايات المتحدة | TUF 27 ربع النهائي. |

## وصلات خارجية
- كيلر فيليبس على موقع يو إف سي (الإنجليزية)
- كيلر فيليبس على موقع شيردوغ (الإنجليزية)
- كيلر فيليبس على موقع Tapology.com (الإنجليزية)
- كيلر فيليبس على موقع IMDb (الإنجليزية)